# 横井芳弘
横井 芳弘（よこい よしひろ、1924年11月18日 - 2007年7月12日）は、日本の法学者。労働法学者。学位は、法学博士。中央大学名誉教授。元日本労働法学会代表理事。香川県高松市出身、京城で育つ。

## 略歴
- 京城師範学校卒業
- 1945年 高松経済専門学校卒業。同年、中央大学法学部入学
- 1949年 司法試験合格
- 1950年 中央大学法学部卒業。同年、中央大学法学部助手
- 1954年 中央大学法学部助教授
- 1962年 中央大学法学部教授。同年3月、法学博士（中央大学）（学位論文「労働協約の一般的拘束力に関する研究」）[3]
- 1965-1967年 西ドイツ・ギーセン大学に研究留学
- 1969-1993年 中央大学評議員
- 1969-1970年 中央大学理事
- 1976-1978年 中央大学大学院法学研究科委員長
- 1978-1981年 日本比較法研究所所長
- 1988-1992年 中央大学附属図書館館長
- 1996年 中央大学定年退職。同名誉教授。駿河台大学法学部客員講師（- 1998年）
- 2004-2005年 駿河台大学法科大学院客員教授
- 2005年 同大学を体調不良を理由に辞任

この他に、日本労働法学会代表理事（1982年～1984年）、早稲田大学法学部・神奈川大学法学部・一橋大学法学部・法政大学法学部の非常勤講師も務めた。

## 専門領域
労働法全般を研究領域としていたが、特に労働協約、団結権論、争議行為を研究。

## 著書
- 升本喜兵衛, 中村武と共編『労働法（新版）　(法律学説判例総覧)』（上 1, 中央大学出版部, 1964年）
- 升本喜兵衛, 中村武と共編『労働法（新版）　(法律学説判例総覧)』（上 2, 中央大学出版部, 1965年）
- 沼田稲次郎・蓼沼謙一と共著『労働組合読本』（東洋経済新報社, 1961年初版・1965年改訂版）
- 片岡昇と共編『演習労働法(演習法律学大系 ; 17)』（青林書院新社, 1972年）
- 沼田稲次郎, 蓼沼謙一と共著『労働協約読本』（東洋経済新報社, 1972年）
- 青木宗也と共編『判例ノート労働法』（法学書院, 1979年初版・1987年新版）
- 窪田隼人と共著『現代労働法入門(現代法双書)』（法律文化社, 1979年初版・1995年第3版）
- 『現代労使関係と法の変容』（勁草書房, 1988年）
- 角田邦重, 脇田滋と共編『新現代労働法入門(現代法双書)』（法律文化社, 2000年初版・2003年第2版）

## 恩師
当時、中央大学には労働法の研究者がいなかった為、学外指導教授として吾妻光俊（一橋大学名誉教授）の薫陶を受けた。

## 門下生
- 角田邦重
- 近藤昭雄 – 中央大学名誉教授
- 中村和夫 – 静岡大学教授
- 鎌田耕一 – 東洋大学教授
- 新谷眞人 - 日本大学教授、元北海学園北見大学教授
- 藤原稔弘（横井ゼミ出身） - 関西大学教授
- 山田省三